# اعداد تصادفی

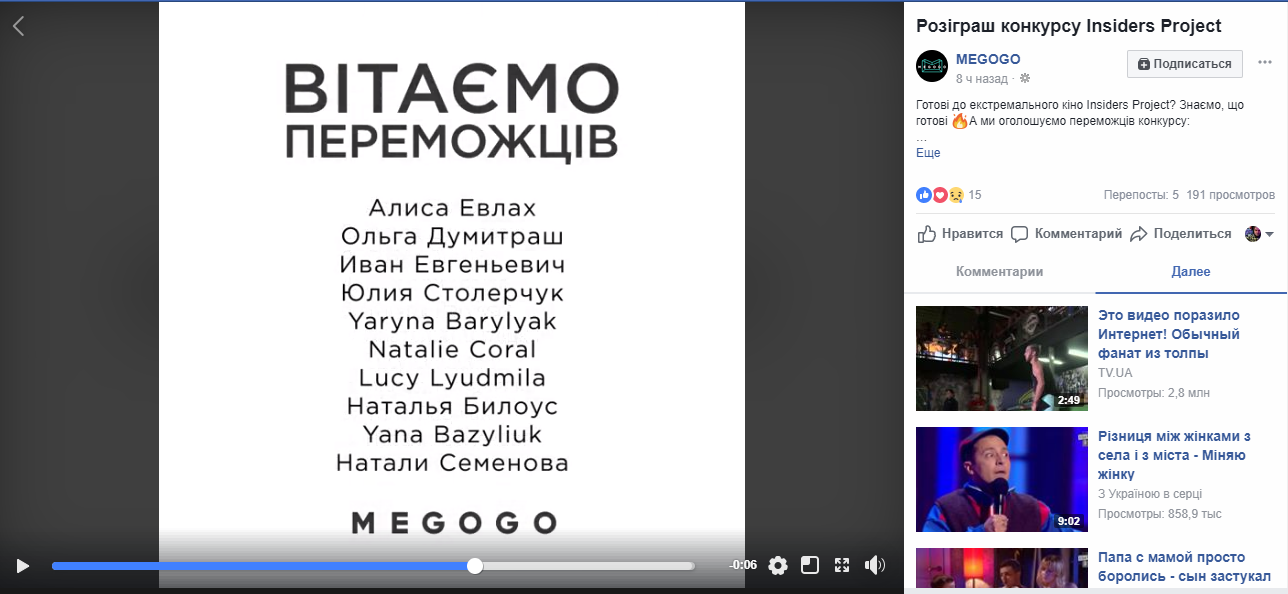
نوشته

اعداد تصادفی در ریاضی، عبارتند از خروجی‌هایی که از پیش تعیین نشده‌اند. این دسته اعداد برای امتحان شانس و همچنین برای امتحان حاصل کردن برنامه‌ها به کار می‌روند. انسان‌ها قابلیت محاسبه اعداد تصادفی را ندارند.
کاتوریدگی نبود یک الگو یا پیش‌بینی‌پذیری در رویدادهاست. یک دنبالهٔ تصادفی از رویدادها، نمادها، یا گام‌ها، دارای هیچ نظمی نیست و از یک الگو یا ترکیب قابل فهم پیروی نمی‌کند. رویدادهای تصادفی یکتا در تعریف پیش‌بینی‌ناپذیر هستند، ولی در بسیاری از موارد بسامد نتیجه‌های گوناگون بر رویدادهای (یا «آزمون‌های») پرشمار پیش‌بینی‌پذیر است. برای نمونه، با انداختن دو تاس، نتیجهٔ هر انداختن به‌طور مشخص، پپیش‌بینی‌ناپذیر است، ولی مجموع ۷ بار، دو بار امکان ۴ آمدن دارد. در این دیدگاه، تصادفیدگی اندازه‌گیری عدم قطعیت یک نتیجه است تا اینکه تصادفی‌بودن محض باشد، و بر مفهوم‌های شانس، احتمالات، و انتروپی اطلاعات اعمال می‌شود.

## در علوم مختلف

### کاربرد در ریاضیات
یکی از کاربردهای روزانه از اعداد تصادفی در ریاضیات لگاریتم عدد ۲ و نیز عدد پی می‌باشد. ارقام اعشار عدد پی کاملاً به صورت تصادفی یافت می‌شوند و با الگوی خاصی ادامه پیدا می‌کنند.
عدد پی مطمئناً با همین روند تصادفی ادامه پیدا می‌کند به طوری که در ۶ میلیارد رقم اعشار ابتدایی عدد پی، هرکدام از ارقام ۰ تا ۹ ششصد میلیون بار تکرار می‌شوند.

### کاربرد در محاسبات
برای به دست آوردن مقادیر تصادفی در ماشین حساب‌ها و برنامه‌نویسی از متد تایمر استفاده می‌شود. برای مثال، اکس ثانیه، عدد(۷.)۹ را در خروجی نمایش می‌دهد، که می‌تواند به صورت زیر نوشته شود:
Dim rNum as Long
MyRN.Caption = Rnd(rNum) * ۱۰
هر بار برنامه اجرا می‌گردد، تایمر از صفر شروع می‌شود و یک سری اعداد نمایان هر دفعه تکرار می‌شوند. برای جلوگیری از تکرار این حلقه‌ها، معمولاً از دستور Randomize استفاده می‌گردد. در این حالت، در هر اجرا اعداد متفاوتی خواهیم داشت:
Dim rNum as Long
Randomize
MyRN.Caption = Rnd(rNum) * ۱۰
درکنار این مبحث، حروف تصادفی نیز وجود دارند. آن‌ها شامل حروف بزرگ ویا کوچک می‌شوند. حروف غیر استاندارد هم در این مجموعه قرار می‌گیرند. برای اطلاعات بیش تر، به جدول ASCII رجوع کنید.